# Embelia gracilis
Embelia gracilis är en viveväxtart som beskrevs av William Bertram Turrill. Embelia gracilis ingår i släktet Embelia och familjen viveväxter. Inga underarter finns listade i Catalogue of Life.